# 7 Trianguli
7 Trianguli (7 Tri) è una stella bianca di sequenza principale sita nella costellazione del Triangolo. 
7 Tri ha una magnitudine visiva +5,25 e si trova a una distanza di circa 280 anni luce.